# Top Mountain Motorcycle Museum

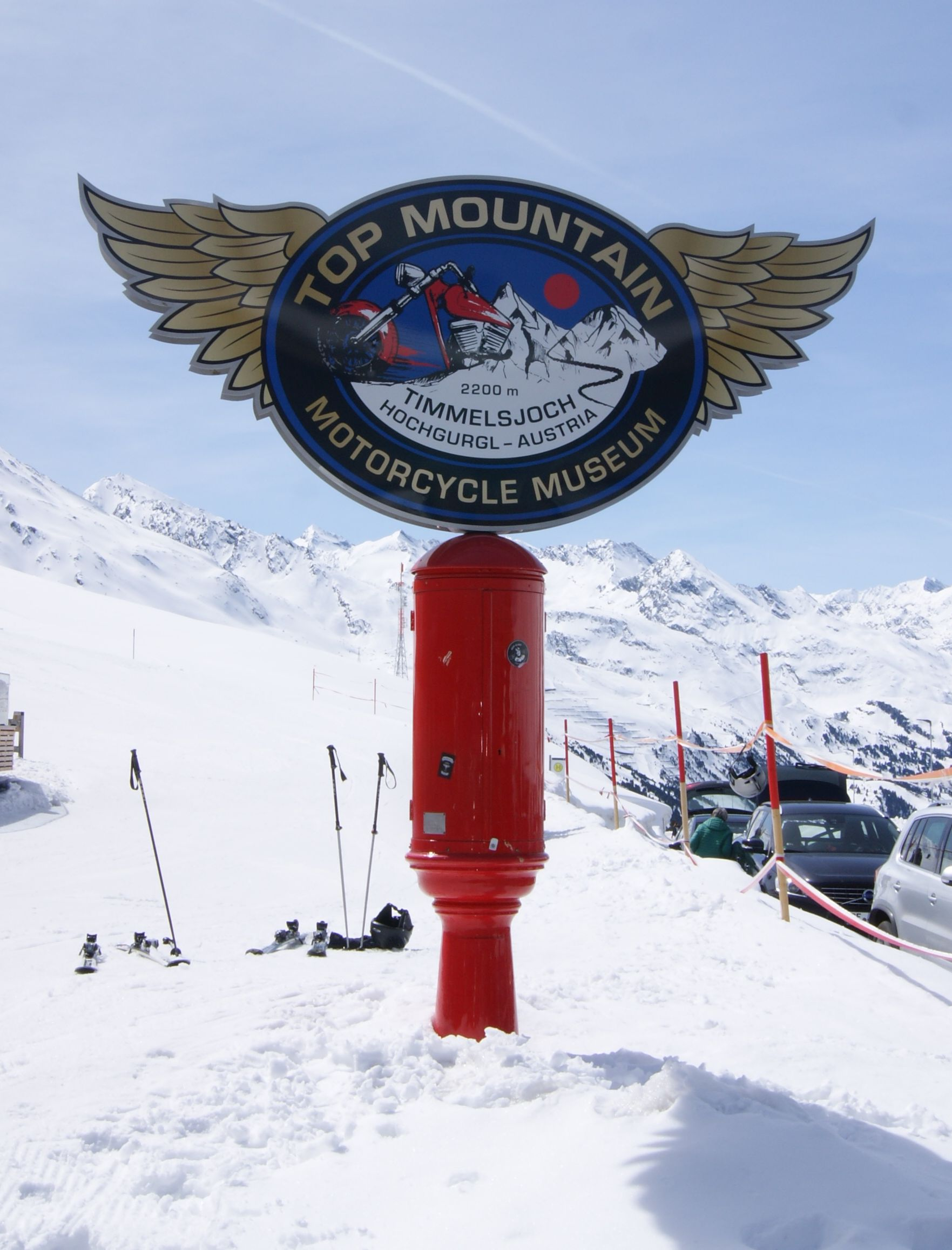
Werbetafel des Museums in Hochgurgl

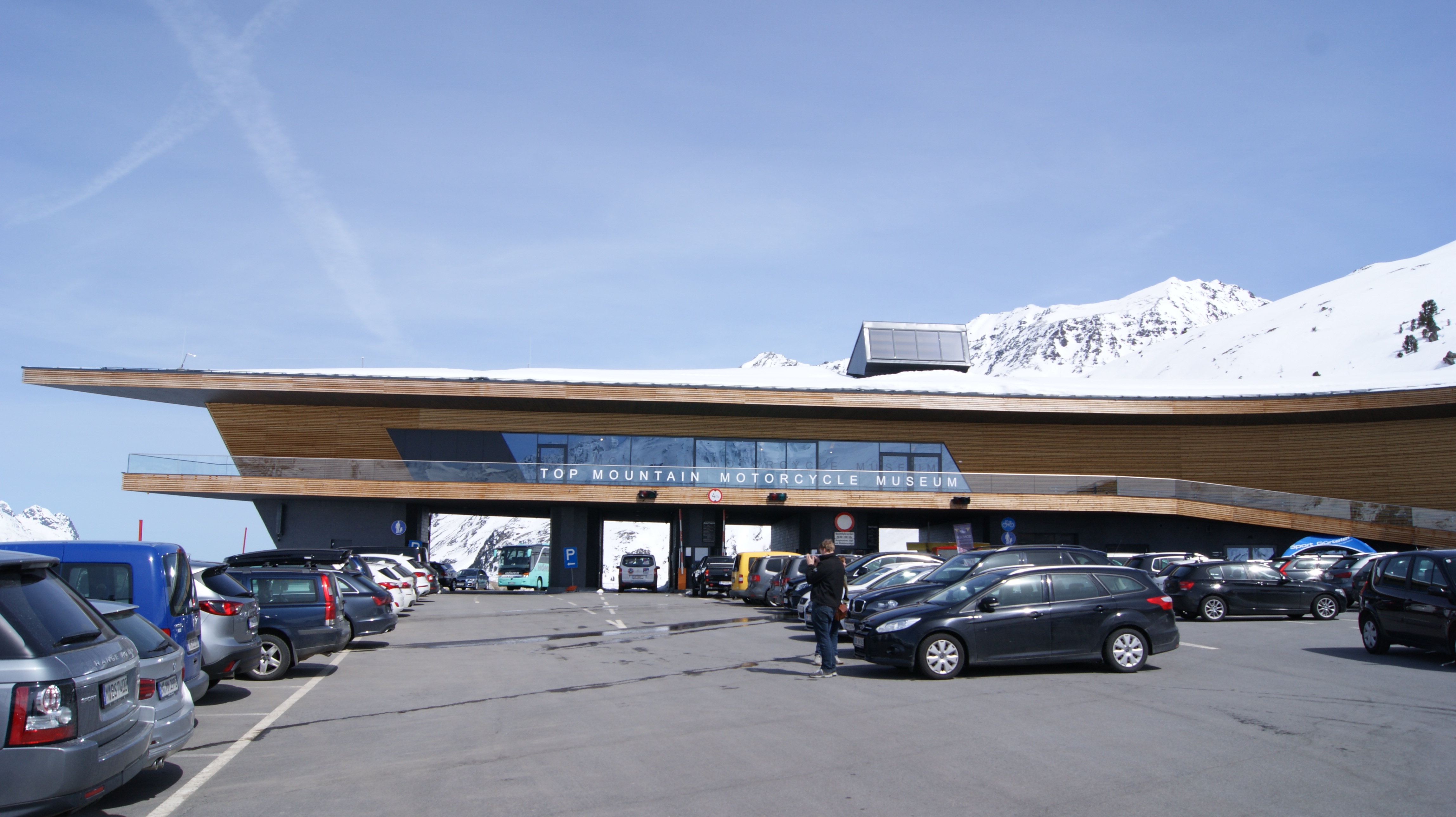
Top Mountain Motorcycle Museum

Das Top Mountain Motorcycle Museum in Hochgurgl in Tirol galt als das höchstgelegene (2171 m ü. A.) Motorradmuseum Europas. Es wurde im April 2016 eröffnet und hatte einen Ganzjahresbetrieb. Auf einer Fläche von rund 3000 m² wurden historische Motorräder und Automobile sowie Sonderausstellungen gezeigt. 2018 waren etwa 230 Motorräder von über 100 verschiedenen Herstellern zu sehen (davon rund 30 Leihstücke). Zwei Drittel der Exponate waren nach wie vor fahrtüchtig. „Pate“ des Top Mountain Motorcycle Museum ist Giacomo Agostini.
Am 18. Jänner 2021 brach im Museum ein Brand aus. Dabei wurden beinahe sämtliche Exponate zerstört. Als Brandursache wurde ein technischer Defekt im Bereich eines Präsentationsmonitors in der Ausstellungsfläche des Museums festgestellt.  Mit dem Wiederaufbau des TOP Mountain Motorcycle Museums wurde begonnen und das Museum soll am 18. November 2021 mit einer auf 4500 m² erweiterten Ausstellungsfläche neu eröffnet werden.

## Geschichte
Die Sammlung der Zwillingsbrüder Alban und Attila Scheiber begann mit 40 Motorrädern (davon 20 verwendbar), welche sie aus einem privaten Motorradmuseum in Holzhausen an der Haide im Rhein-Lahn-Kreis in Rheinland-Pfalz erwarben.
Die ältesten Ausstellungsstücke waren:
- ein 122 Jahre altes Motorrad von Hillebrand & Wolfsmüller, Baujahr 1894.[3]
- eine Peugeot Model D von 1904,
- eine tschechische Laurin & Klement CC Dourdan von 1905.[12]

Als besonders teure Rarität wird die deutsche Megola mit einem Fünfzylinder-Sternmotor im Vorderrad bezeichnet. Dieses Motorrad soll rund 500.000 Euro wert gewesen sein. Weitere ausgestellte Modelle von folgenden Herstellern fanden sich: Adler, Aermacchi, A.J.S., Ardie, Benelli, BMW, Brough Superior, Bultaco, Condor, Cotton, DKW, Ducati, Dürkopp, Flying Merkel, Gilera, Harley-Davidson, Hecker, Henderson, Hercules mit Wankelmotor, Honda, Horex, Humber, Indian, Jawa, KTM, Matchless, Militaire, Moto Guzzi, Münch 1200 TTS «Mammut», MV Agusta, MZ, Neracar, New Imperial, Norton, NSU, Peugeot Pope, Puch, Royal Enfield, Sarolea, Scott, Sunbeam, Suzuki, Terrot, Triumph, Vincent, Yamaha, Zündapp.
Im Motorradmuseum fanden sich auch einige wenige PKW: Zum Beispiel ein Ferrari Californian Spider, ein Porsche Speedster, ein Lotus 23 B, oder der Alfa Romeo, der 1936 die legendäre Mille Miglia gewann.

## Lage und Gebäude
Das Museum befindet sich an der Mautstelle der Timmelsjoch-Hochalpenstraße in Hochgurgl im sogenannten Top Mountain X-Crosspoint. Es ist dies ein multifunktionales Gebäude mit einer Gesamtfläche von 6060 m². In diesem befinden sich auch die Talstation der Kirchenkarbahn I (10er-Einseilumlaufbahn) und ein Bedienungsrestaurant mit Terrasse (280 Innen- und 380 Außensitzplätze). Die Kosten für das Gebäude sollen 16 Millionen Euro betragen haben (ohne Seilbahnanlage) und wurde vom Architekten Michael Brötz aus Hall in Tirol geplant.
Für die  Form des Gebäudes sollen Schneewechten als Grundstruktur herangezogen worden sein. Die Gebäudefassade besteht fast durchgängig aus Holz.

## Ausstellungskonzept
Die Dauerausstellung (Motorrad-Hauptausstellung) wird durch Sonderausstellungen ergänzt. Es werden Entwicklungsphasen der individuellen Motorisierung und deren Bedeutung (wirtschaftliche, politische und gesellschaftliche Verhältnisse) für die Gesellschaft in den letzten rund 130 Jahren dargestellt sowie der technische Fortschritt. Gezeigt werden unter anderem Einzelstücke, Sondermodelle, frühere Alltags-Fahrzeuge, Renn- und Militärmaschinen.

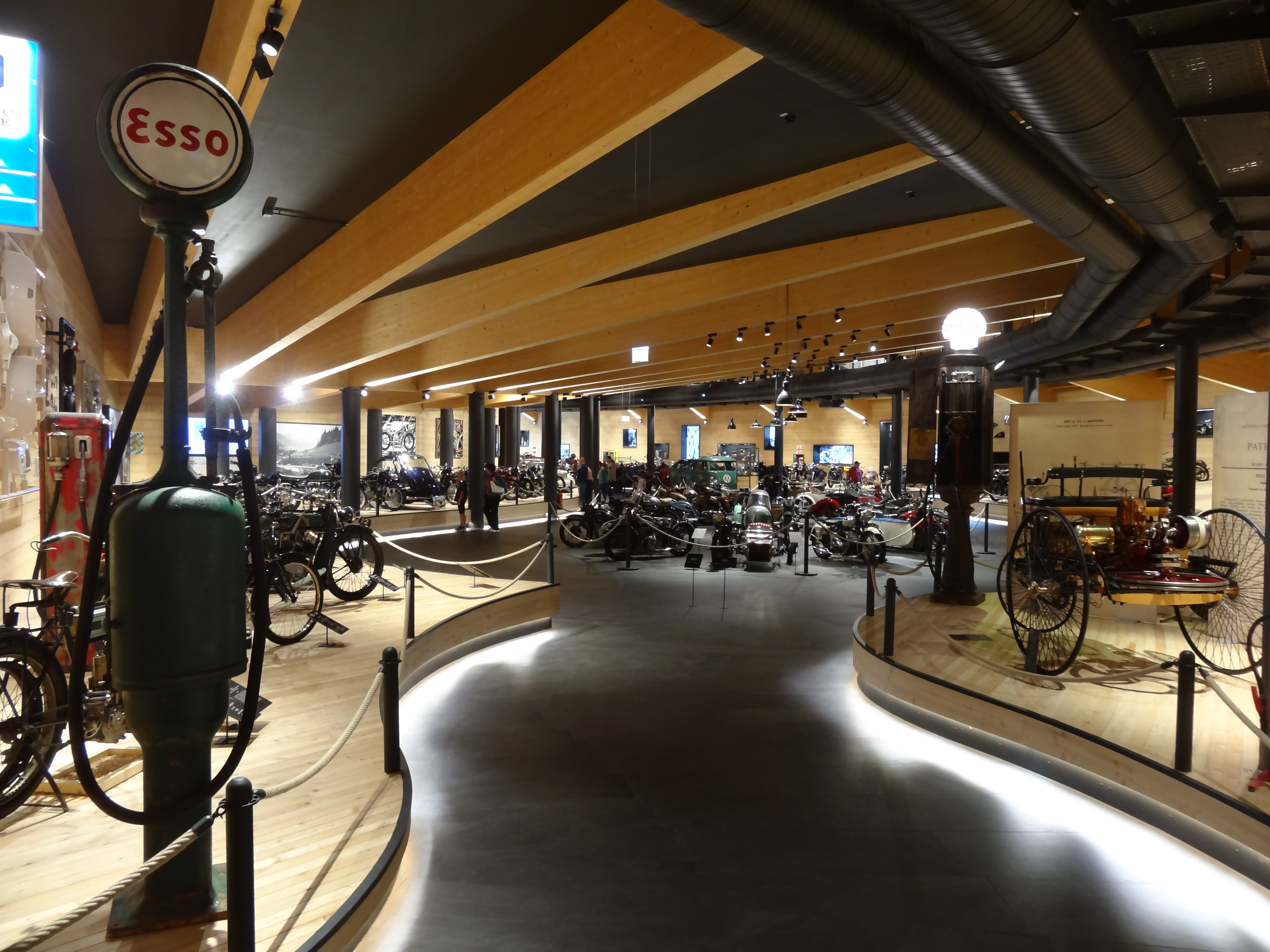
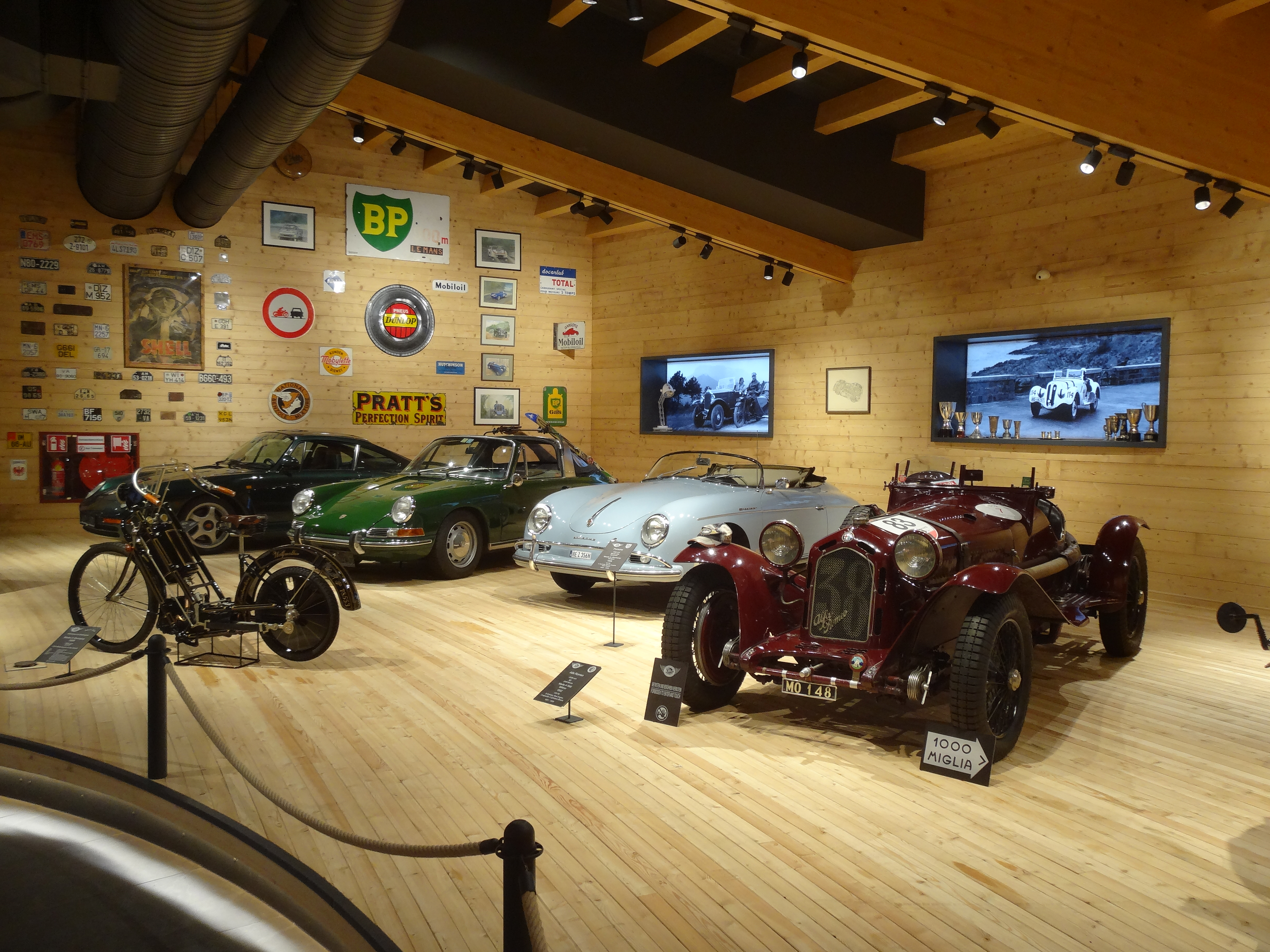
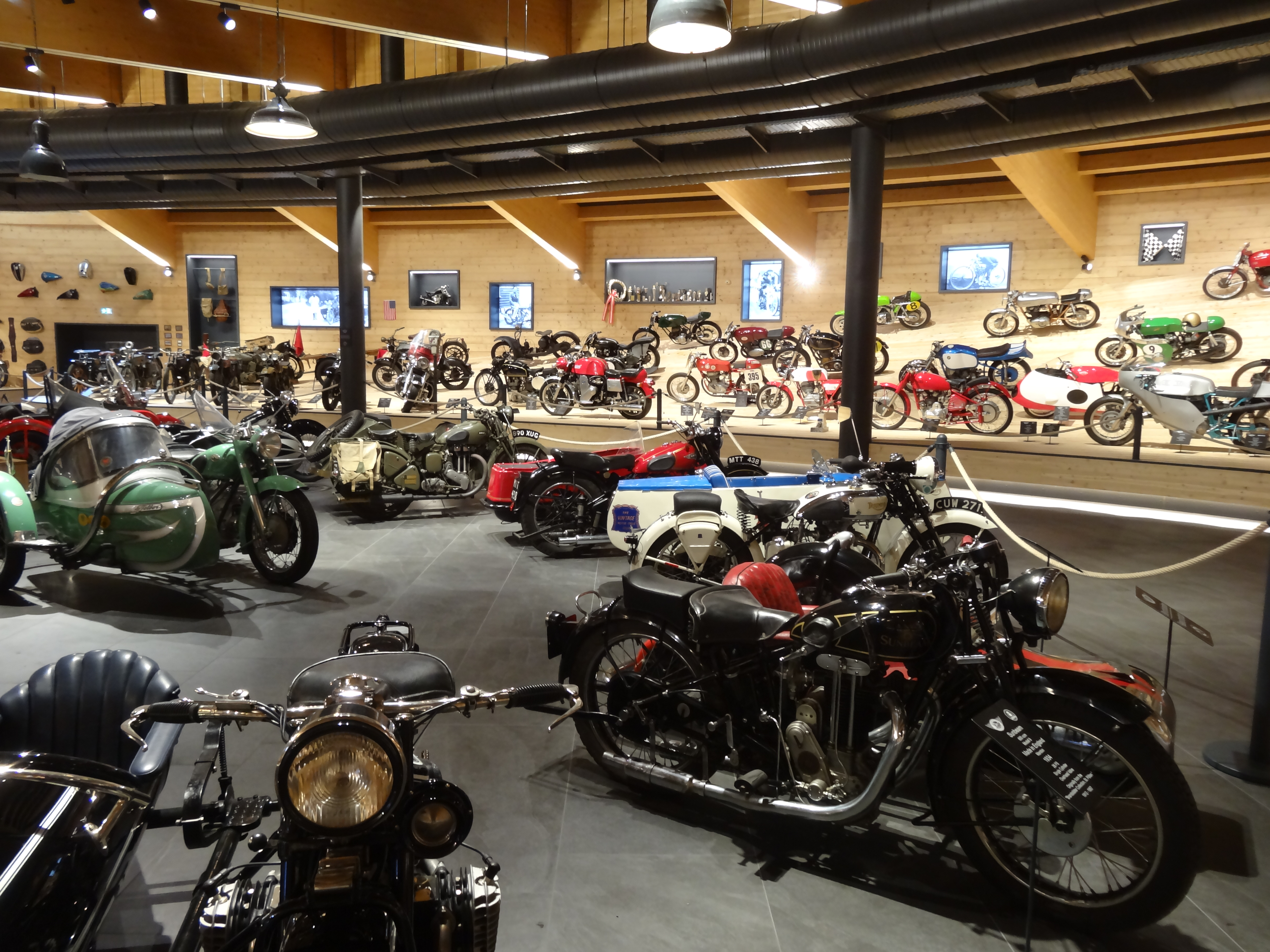
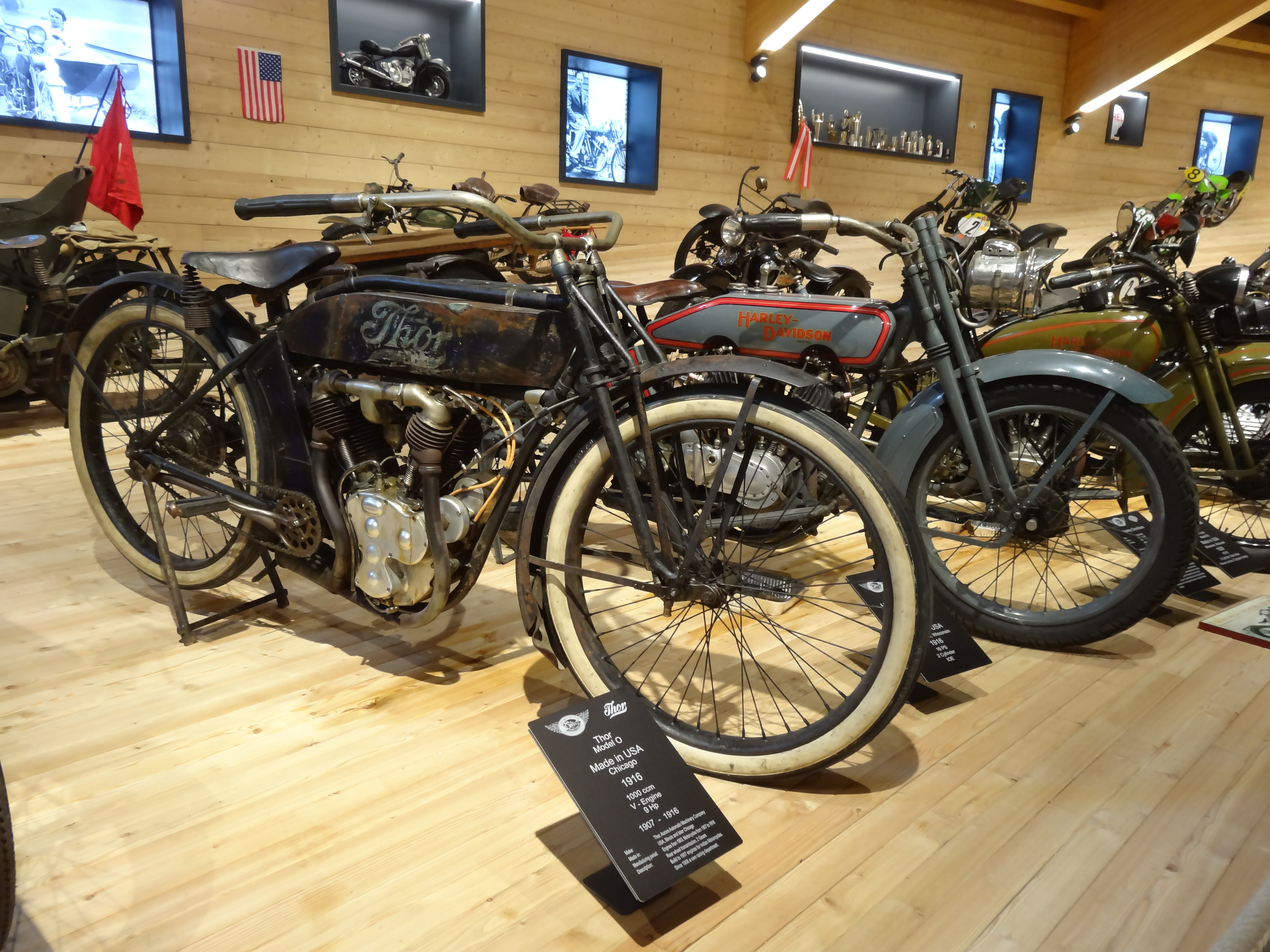